# AvD

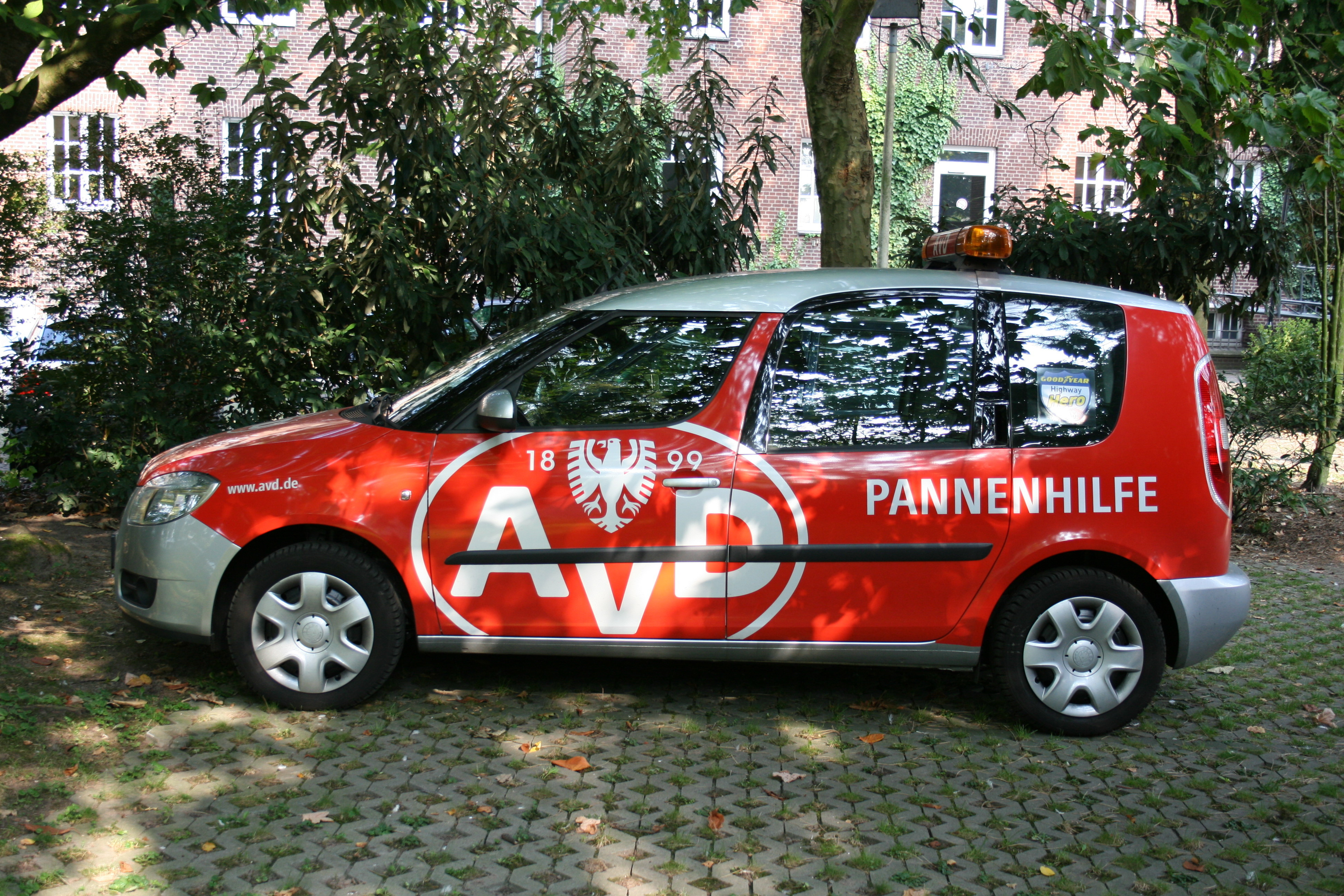
Автомобиль AvD

AvD (нем. Automobilclub von Deutschland) — автомобильный клуб Германии; третий по величине после ADAC и ACE — нем. Auto Club Europa. Является активным организатором различных мероприятий мотоспорта: Большой приз Германии (нем. Großen Preis von Deutschland; проводится на Хоккенхаймринг), кубок Yaris Тойоты, «AvD-Oldtimer-Grand-Prix».

## История
В 1899, в Берлине, был основан прототип автоклуба — Немецкий Автомобильный клуб (нем. Deutscher Automobilclub, сокращённо DAC).
В 1900 клубом была организована первая Международная автомобильная выставка во Франкфурте-на-Майне.
В 1904 клуб был переименован в Императорский автомобильный клуб (нем. Kaiserlichen Automobilclub, сокращённо KAC), так как император Вильгельм II взял на себя покровительство над клубом. В этом же году AvD устраивает первую международную автогонку в Германии — гонка на приз Гордона Беннетта, около города Бад-Хомбурга.
После падения монархии в 1918 году, переименовывался в сегодняшнее название — AvD.
После Второй мировой войны клуб функционировал как аварийная автослужба (с 1952). С 1989 структура клуба всё больше и больше изменяется к предприятию бытового обслуживания в сфере автотранспорта.

## Сервис и услуги
AvD предлагает услуги для автомобильного транспорта: различные страховки для автолюбителей, аварийная помощь, буксирная помощь и т. д. Функционирует 24 часа в сутки.